# Английский мост (Санкт-Петербург)
Англи́йский мост — пешеходный металлический балочный мост-теплопровод через реку Фонтанку в Адмиралтейском районе Санкт-Петербурга, соединяет Покровский и Безымянный острова.

## Расположение
Расположен напротив Английского проспекта. Выше по течению находится Египетский мост, ниже — Старо-Калинкин мост.
Ближайшая станция метрополитена (1,3 км) — «Балтийская».

## Название
Мост назван по близлежащей магистрали — Английскому проспекту. С 1906 до 1920-х годов существовало название Английский пешеходный мост, с 1920-х годов — Английский мост.

## История
В 1905—1906 годах по проекту инженера П. А. Лихачёва построен пятипролётный деревянный пешеходный мост. Открытие моста состоялось 22 января 1906 года.
Существующий мост был построен в 1962—1963 годах по заказу Теплосети Топливно-Энергетического управления Ленгорисполкома в связи с необходимостью прокладки здесь теплофикационных труб. Проект составлен в институте «Ленгипроинжпроект», авторами стали инженер А. А. Куликов, архитекторы П. А. Арешев и В. С. Васильковский. Строительство моста осуществляло СУ-2 треста «Ленмостострой» под руководством главного инженера Л. Ф. Полякова.

## Конструкция
Мост трёхпролётный металлический балочный. Сварное пролётное строение состоит из двух неразрезных балок с криволинейным очертанием нижнего пояса. Эти балки-стенки соединены поперечными связями, нижние из которых служат опорой трубопровода. Сверху пролётное строение перекрыто сборными железобетонными плитами. Железобетонные, облицованные гранитом, опоры расположены на свайных основаниях, состоящих из деревянных свай. Длина моста составляет 58,4 м, ширина — 4,5 м. По своей конструкции идентичен с расположенным рядом Красноармейским мостом. Мост отличается прекрасными пропорциями, образуя вместе с Египетским и Красноармейским мостами своеобразный ансамбль, выдержанный в единой архитектурной тональности.
Мост предназначен для пропуска пешеходов и прокладки труб теплотрассы. Покрытие прохожей части моста асфальтобетонное. Перильное ограждение чугунное, художественного литья. Крайние секции перил заделаны в гранитный парапет устоев. На промежуточных опорах моста установлены четыре торшера с матовыми сферическими светильниками.